# Stegfunktion
En stegfunktion eller trappfunktion är en styckvis konstant funktion. I definitionen nedan är ser man att stegfunktioner kan uttryckas som ändliga linjärkombinationer av mycket enkla funktioner.
Trappfunktioner används vid definitionen av Riemannintegralen.

## Definition
En funktion {\displaystyle f(x)} är en stegfunktion om det finns reella tal {\displaystyle x_{0},x_{1},\dots ,x_{n},\alpha _{1},\dots ,\alpha _{n}} och funktioner {\displaystyle p_{1}(x),p_{2}(x),\dots ,p_{n}(x)} sådana att
- {\displaystyle x_{0}<x_{1}<\ldots <x_{n}}
- {\displaystyle p_{i}(x)=\left\{{\begin{matrix}0,&om\;x<x_{i-1}\\1,&om\;x\geq x_{i}\end{matrix}}\right.}
- {\displaystyle f(x)=\sum _{i=0}^{n}\alpha _{i}\cdot p_{i}(x)}

Detta kan även formuleras som att {\displaystyle f(x)} kan skrivas
{\displaystyle \sum _{i=0}^{n}a_{i}\chi _{I_{i}}}
där {\displaystyle \chi _{I_{i}}} där är indikatorfunktionen för intervallet {\displaystyle I_{i}}.

## Enhetsstegfunktionen

Heavisides stegfunktion.

Ett exempel på en stegfunktion är enhetsstegfunktionen eller Heavisides stegfunktion eller Heavisidefunktionen. Det är den funktion {\displaystyle u(x)} (även betecknad H(x), {\displaystyle \chi (x)} eller {\displaystyle \theta (x)}) som antar värdet 0 då {\displaystyle x<0} och värdet 1 då {\displaystyle x>0} (vad den antar för värde i {\displaystyle x=0} är oftast oväsentligt och definieras därmed endast om så behövs).
Ibland används omskrivningen att {\displaystyle H(x)=1/2(\operatorname {sgn} x+1)}, där sgn är signumfunktionen.